# Фракије-Фондовале (Вербано-Кузио-Осола)
Фракије-Фондовале је насеље у Италији у округу Вербано-Кузио-Осола, региону Пијемонт.
Према процени из 2011. у насељу је живело 49 становника. Насеље се налази на надморској висини од 1219 м.